# Inácio Dias Batista
Inácio Dias Batista, conhecido como Capitão Apiaí (Apiaí, 1783 — 1838) foi um sertanista brasileiro, desbravador dos sertões do Botucatu.
Inácio nasceu em uma família de grandes proprietários de terras e exploradores de minas de ouro. Filho de Tomás Dias Batista, considerado o maior explorador de ouro das minas de Iporanga e Apiaí e sua mãe Rita de Oliveira Rosa pertencente a família de proprietários de minas de ouro (Ouro Paulista, A. Valentin - USP). Recebeu as primeiras lições em casa como era costume na família desde a Ilha da Madeira e educação cristã católica, devido a tradição familiar de fidelidade à Igreja.
Herdou o temperamento forte e audaz de seu pai o capitão Tomás Dias Batista. Em 1823 é vereador em Sorocaba, como se constata de sua assinatura em diversos documentos públicos da época. O sangue bandeirante que adornava suas veias falou mais alto e animado de espírito elevado e buliçoso saiu a conquista de novas terras. Seus filhos, Francisco Dias Batista  e Pedro Dias Batista foram aos sertões do Botucatu e Paranapanema (Rio Novo), ainda dominado pelos bárbaros indígenas. Há relatos de historiadores que usava também a língua geral paulista derivada da língua tupi, no contacto com o gentio da terra, como era costume dos antigos paulistas.
Existem alguns relatos de que morreu tragicamente trucidado pelos índios gentios da região. Hernani Donato, historiador paulista afirma que o Capitão Apiaí foi morto pelos índios em 1853, e teve seu corpo crucificado em uma árvore perto da sua Fazenda Rio Claro (Achegas para História de Botucatu). Donato também cita o "Relatório Urias". Os índios Caingangues muito ferozes,
desenvolveram um estranho método de crucificar inimigos brancos, conforme consta no relatório "Urias Nogueira de Barros" ao imperador do Brasil.
Segundo a tradição familiar, no entanto, Ignácio teria sido vítima de uma flecha ao fugir do cativeiro a que lhe submeteram os índios . Ele teria olhos azuis muito bonitos e teria despertado a curiosidade dos índios (Cláudio Dias Batista - Enciclopédia Sorocabana). 
Uma outra versão diz que o Capitão Apiaí teria castrado alguns indígenas e em represália os índios o mataram em uma emboscada e crucificaram seu corpo em uma árvore para ser visto por todos. O que é certo e que foi morto pelos índios e foi enterrado envolto em pano azul em frente a casa sede de sua Fazenda Rio Claro.
Era senhor de grandes latifúndios, e em 1835 havia fundado a Fazenda Rio Claro, hoje centro de Botucatu. Foi "homem bom" da Câmara de Sorocaba, assinando em 12 de outubro de 1823 o termo de aclamação de Dom Pedro I Imperador do Brasil. 
Aluísio de Almeida (Monsenhor Castanho), historiador paulista, afirma que  recebeu a comenda Cavaleiro da Ordem de Cristo, já no II Império. Casou em 1808 com Flávia Domitila Monteiro, também conhecida como Flávia da Fonseca Teles (que faleceu em Águas de Santa Bárbara), com quem teve treze filhos. Flávia Domitila era da família dos guarda mores das minas do Apiaí, oriunda de um lado da velha estirpe paulista (título Prados, Silva Leme) e de outro da nobreza portuguesa (os Teles de Menezes de Vilar Maior), através do casamento de seus ancestrais Mariana de Almeida do Prado da nobreza paulista com o fidalgo português João de Figueiredo Telles (GPaull, V-III, pg 265).
Depois de sua trágica morte, a viúva ficou com metade dos vastos terras e seus treze filhos herdaram a outra metade.
Francisco Dias Batista herdou a Fazenda Cerrado, João Dias Batista a fazenda Rio Claro, Roberto Dias Batista  herdou a Fazenda Rio Pardo e empregou sua fortuna na construção da Estrada Ferro Sorocabana. Pedro Dias Batista e Benjamin Dias Batista também herdaram vastas propriedades.
Seus filhos Francisco Dias Batista e Pedro Dias Batista foram fundadores de Águas de Santa Bárbara em 20 de abril de 1868.
Era trisavô paterno dos músicos Arnaldo Baptista e Sérgio Dias.